# Финансова криза в Гърция
Финансовата криза в Гърция, също Гръцка финансова криза, е дългосрочна фискална и дългова криза в Гърция, настъпила през 2010 г.

## Причини
Причините за възможността Гърция да обяви държавен банкрут са комплексни. От една страна, различните гръцки правителства в предходни периоди от момента на приемането на еврото в страната, редовно са подправяли статистиките и данните за икономическото и финансово състояние на Гърция. От друга страна, Гърция е зависима и обвързана със световната финансова и икономическа система и финансовата криза след 2007 г. се отразява значително върху икономиката на страната, голяма част от която се формира в туристическия сектор.
От друга страна, гръцкият държавен бюджет е зле структуриран и балансиран, с висок годишен дефицит, като въпреки това в приходната си част е редовно неизпълним. За финансиране на този дефицит, Гърция е принудена редовно да поема нов държавен дълг, и по този начин непрекъснато се увеличава нетната задлъжнялост на страната.
Кризата с държавния дълг от своя страна сваля кредитния рейтинг на страната, и тя е лишена от достъп до евтин капиталов ресурс на свободния финансов пазар, което от своя страна допълнително утежнява ситуацията и Гърция изпада в невъзможност да финансира бюджетния си дефицит. От друга страна, тъй като страната не разполага със собствена валута, а е част от Еврозоната, тя не може да емитира на пазара нови пари, с които да покрива старите си задължения. Пряко засегнати от гръцката финансова криза са гръцките банки, които са притежатели на голяма част от гръцките държавни ценни книжа с които се финансира държавния дълг. 
На 23 април 2010 г. Гърция официално е принудена да търси финансовата подкрепа на ЕС, с цел да се избегне държавен банкрут. Получава заем от 240 милиарда евро от ЕС, ЕЦБ и МВФ (т.нар „тройка“). Макар че през 2012 г. някои от кредиторите отписват част от дълга, към февруари 2015 г. Гърция дължи 315 милиарда евро, което представлява 175% от БВП. От тях 60% са към държави от Еврозоната, 10% към МВФ и 6% към ЕЦБ, като остатъкът е разпределен към други финансови институции. 

## Преговори с кредиторите
След поредица от опити за постигане на съгласие относно гръцкия правителствен дълг, които се оказват неуспешни, правителството на Алексис Ципрас обявява провеждането на референдум, на който гръцкият народ трябва да посочи дали е съгласен, или не с условията, предложени от кредиторите. Гръцкият народ гласува с близо 60% против предложението на кредиторите. След провеждането на референдума преговорите продължават, като са изненада предложенията, направени от гръцкото правителство, които в голяма степен съвпадат с исканията на кредиторите.
- Пропуснати плащания от Атина:

1. 30 юни 2015 г. – 1.5 млрд. евро.
2. 14 юли 2015 г. – 450 млн. долара към МВФ [3]

- Предстоящи плащания на Атина:

1. 20 юли 2015 – 3.5 млрд. евро към ЕЦБ [4]

## Споразумение от 13 юли 2015 г.
След 17-часова среща на правителствените и държавните ръководители на страните членки на Еврозоната (ЕЗ) на 13 юли 2015 г. е оповестено постигането на съгласие относно съдбата на Гърция и членството ѝ в Еврозоната. Споразумението предвижда Гърция да получи нов спасителен заем срещу изпълняване на редица условия, поставени от ръководителите на 18-те страни членки на ЕЗ (с Гърция те са 19):
1. Скоростно приемане на законодателни промени в срок от три дни за следното: (1) увеличаване на ДДС за редица дейности и разширяване на данъчната основа, (2) първи стъпки в пенсионната реформа, свързани с увеличаване възрастта за пенсиониране и намаляване размера на получаваните помощи от пенсионерите, и (3) промени във връзка с приватизацията.

Едва когато бъдат направени тези промени, се предвижда започването на същински преговори за спасителния заем за Гърция.
Други поставени условия са:
1. Създаването на фонд от гръцки държавни активи на стойност 50 млрд. евро, приходите от чиято продажба или управление с цел печалба да послужат за (1) рекапитализиране на гръцките банки, които са сериозно пострадали след въведената т.нар. банкова ваканция, и (2) инвестиции в гръцкото стопанство. [5]